# Charlotte Arnould
Charlotte Arnould (* 28. November 1995 in Aix-en-Provence) ist eine französische Schauspielerin, Sängerin und Tänzerin.

## Leben
Charlotte Arnould wuchs als Tochter eines Pianisten und einer Tänzerin († 2019) mit zwei Geschwistern in Südfrankreich auf. Ab ihrem 5. Lebensjahr absolvierte sie eine Ballett-Ausbildung. In ihrer Jugend litt sie an Magersucht. Von 2013 bis 2016 studierte sie Gesang und Tanz am Regionalen Konservatorium in Paris. Anschließend absolvierte sie eine Schauspielausbildung am Cours Florent. Seit 2016 ist Arnould als Schauspielerin aktiv. Sie trat auch in Theaterstücken und Musicals auf, spielt Klavier und ist als Chanson-Sängerin tätig. Neben Französisch spricht Arnould auch fließend Englisch sowie Spanisch. Sie lebt in Paris. 

## Vergewaltigungsvorwürfe
Im Jahr 2018 beschuldigte Arnould den Schauspieler Gérard Depardieu, sie vergewaltigt zu haben, und zeigte dies an. Im Dezember 2020 veranlasste ein Untersuchungsrichter ein formelles Ermittlungsverfahren wegen Vergewaltigung und sexueller Nötigung. Die Pariser Staatsanwaltschaft hatte das im Jahr 2018 gestartete Verfahren wegen mangelnder Beweise eingestellt. Im August 2020 reichte die Schauspielerin abermals eine Anzeige ein, die eine Wiederaufnahme des Verfahrens notwendig machte. Die französische Justiz entschied am 10. März 2022, dass es „schwerwiegende und übereinstimmende Indizien“ für eine Vergewaltigung gebe und hielt die Anklage gegen Depardieu aufrecht. Depardieu sagte hingegen aus, Arnould habe in alles eingewilligt.

## Filmografie
- 2016: De ces blessures endiablees
- 2016: Milk
- 2019: Art of Crime (Fernsehserie, 1 Folge)
- 2019: Non Merci
- 2019: Une derniere Chance
- 2020: Delta
- 2020: Transfert